# Styrkeprøven
Styrkeprøven (eigentlich Den Store Styrkeprøven, norwegisch Die große Kraftprobe) ist der bekannteste Radmarathon in Norwegen, der jährlich zur Sommersonnenwende ausgetragen wird und auch als Trondheim-Oslo (nach der Strecke) genannt wird.

## Den Store Styrkeprøven

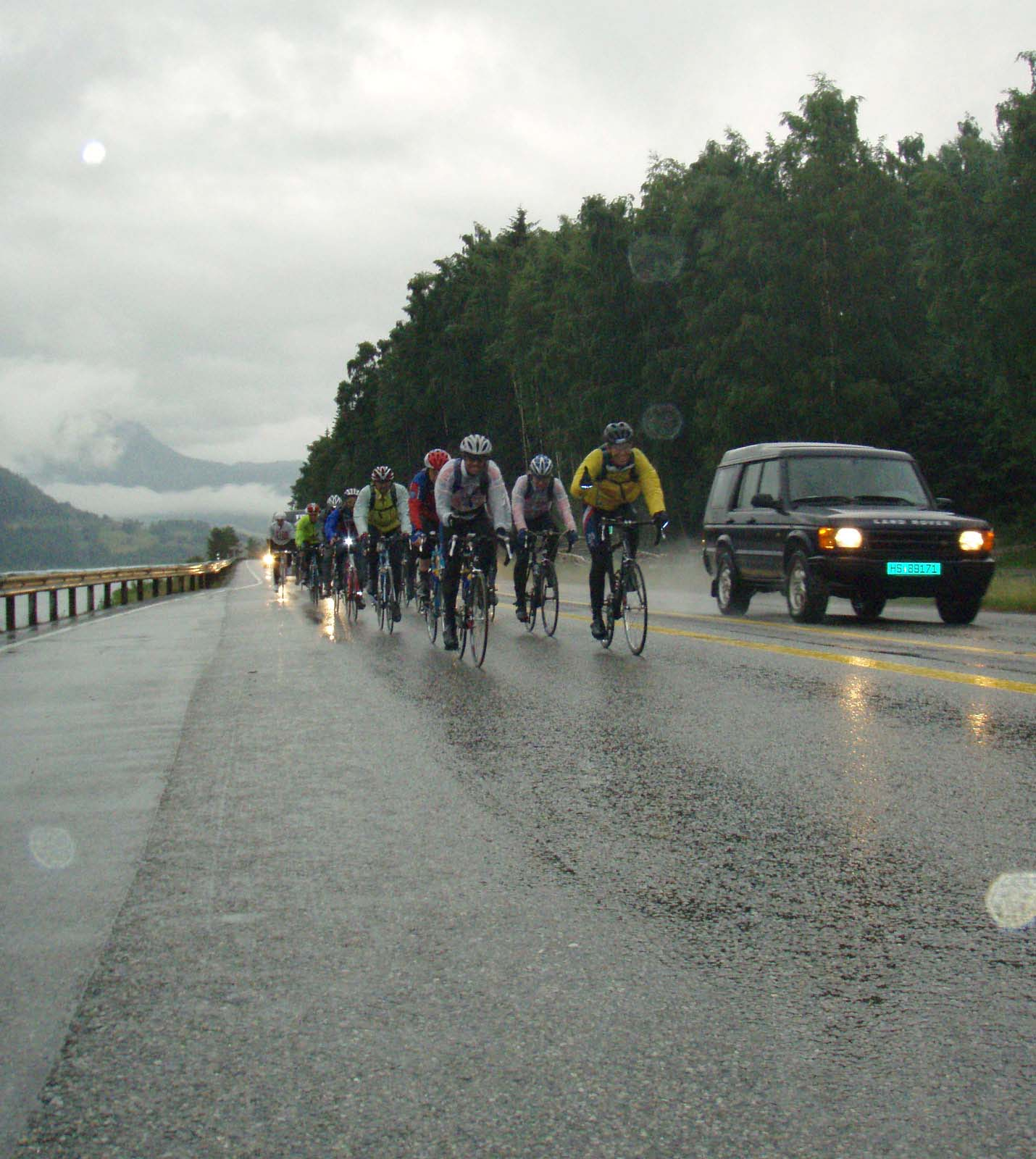
Styrkeprøven 2007, Team Rye19 im Gudbrandsdalen

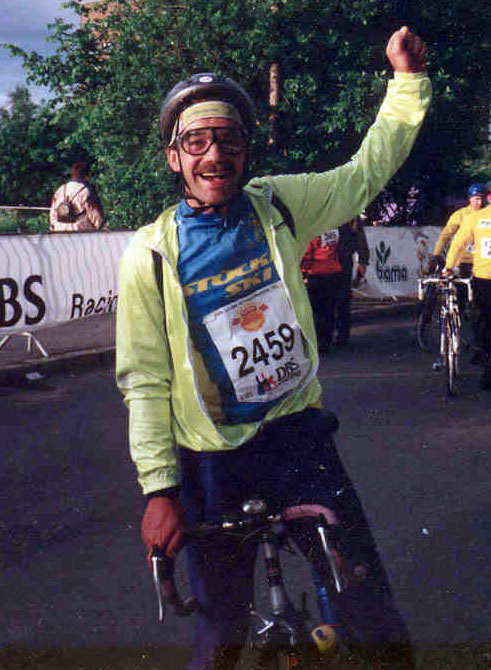
Fahrer nach 540 km

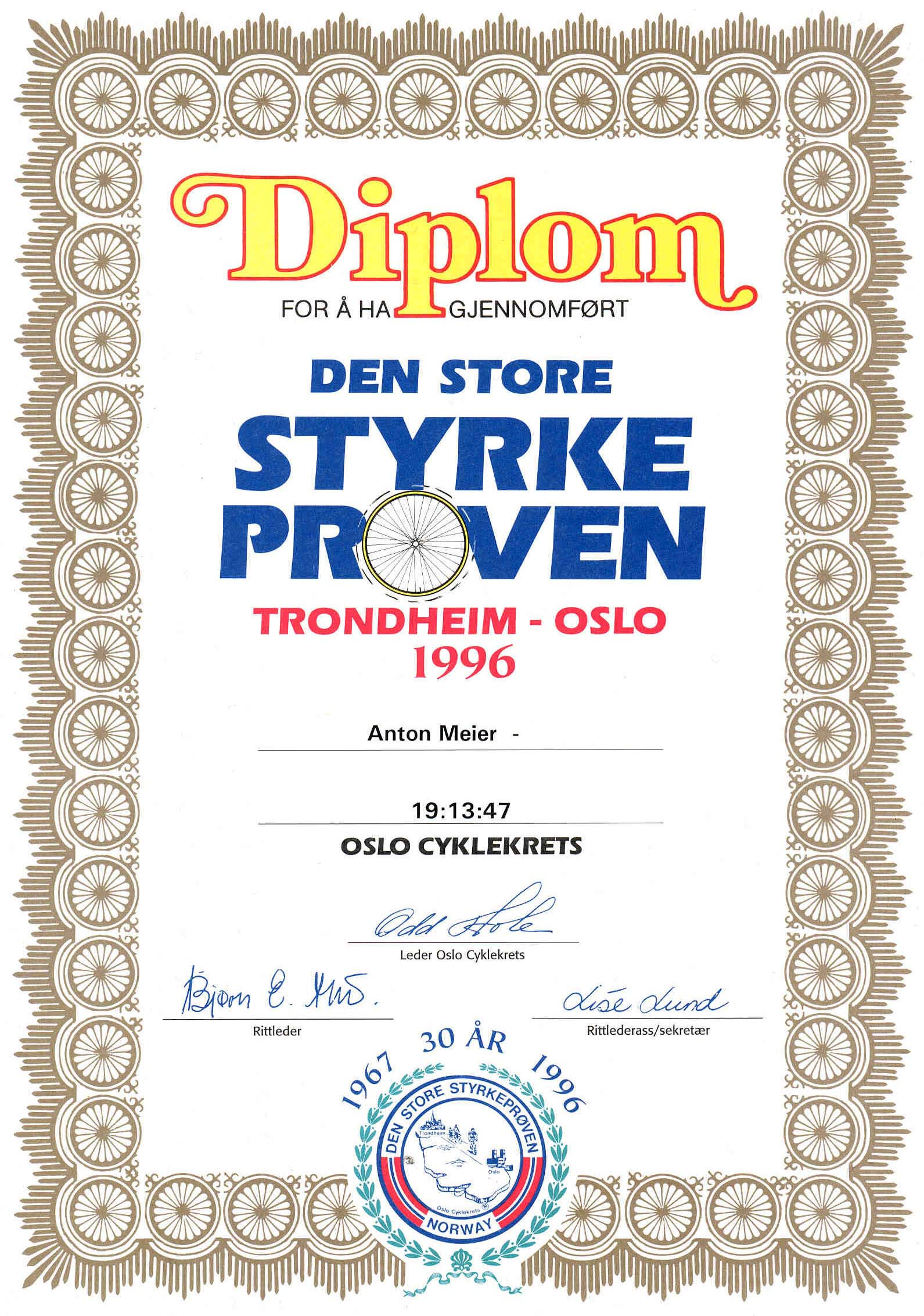
Diplom

Die 540 Kilometer lange Strecke führt weitgehend auf der E6 über Lillehammer. Auf der Strecke müssen 3400 Höhenmeter bewältigt werden.
Nach dem Start in Trondheim führt die Strecke auf den ersten ca. 170 km stetig ansteigend auf den höchsten Punkt der Strecke, den Dovrefjell. Die restlichen Höhenmeter verteilen sich auf kurze, teilweise giftige Anstiege ab Lillehammer, das nach ca. 370 km erreicht wird.
Den Rekord hält der Velo Club Zoncolan 2009 mit 12:51 h, was einer Durchschnittsgeschwindigkeit von etwa 42 km/h entspricht. Die Fahrzeit ist 2012 von 43 auf 36 und 2024 auf 27 Stunden begrenzt worden. Alle, die bis zu diesem Zeitlimit (Sonntag 12 h) nicht im Ziel eingefahren sind, werden nicht gewertet. Der Norweger Leif Grimstveit gilt mit 49 Teilnahmen (Stand 2016) als „ungekrönter König“ der Styrkeprøven; bei der 50. Austragung im Jahre 2016 startete er im Alter von 70 Jahren ein weiteres Mal.
Das Starterfeld ist international und besteht größtenteils aus Amateursportlern. 2006 waren es mehr als 4500, 2011 sogar schon fast 9600. Da es für viele Teilnehmer das Ziel ist, überhaupt anzukommen oder unter einem persönlichen Zeitlimit zu bleiben, ist häufig eine gute Zusammenarbeit und gegenseitige Hilfe unter den Teilnehmern zu beobachten.
Die Styrkeprøven gilt als Teil des Skandinavialoppets.

## Rahmenbedingungen
Die Zeitnahme erfolgt ohne Unterbrechung, d. h. während aller Pausen läuft die Uhr weiter. Eine Beleuchtung ist vorgeschrieben.

## Herausforderungen
Trotz des Termins um den Sommeranfang berichten viele Starter von schlechtem Wetter, das sich im Landesinneren Norwegens im Juni teilweise mit heftigem Regen und Temperaturen bis hinunter zum Gefrierpunkt äußert sowie in einigen Jahren auch starkem Gegenwind/Sturm, speziell auf dem Dovrefjell.
Besonders den langsamer fahrenden Hobbyfahrern und Individualradlern der Gesamtstrecke kann Müdigkeit und Erschöpfung zur großen Herausforderung und bisweilen zum Grund des Aufgebens werden, benötigt man beispielsweise mit einer Durchschnittsgeschwindigkeit inklusive Pausen von 20 km/h schon 27 Stunden zum Absolvieren.

## Den Lille Styrkeprøven
Unter der Bezeichnung „Den Lille Styrkeprøven“ (Die kleine Kraftprobe) ist ein kürzeres Fahrradrennen auf einem Teil der gleichen Strecke, von Lillehammer nach Oslo, eingeführt worden. Dieser Wettbewerb findet in der gleichen Zeit wie das große Rennen statt und führt über 180 km.
Seit ein paar Jahren ist es möglich weitere Teildistanzen zu fahren, wie etwa Dombås-Oslo (345 km), Gjøvik-Oslo (ca. 140 km; seit einigen Jahren nur Frauen vorbehalten) und Eidsvoll-Oslo (ca. 60 km). Dadurch erhält das Rennen den Status eines "Jedermannsrennens". Grosse Distanzen auf dem Fahrrad ab 300 km und insbesondere das Absolvieren der Gesamtstrecke verlangen neben einer generellen erhöhten körperlichen Fitness eine umfassende und zielgerichtete Vorbereitung.

## Registrierungsgebühren
Je nach Datum der Registrierung zahlt der Einzelstarter zwischen 1200 und 1600 Kronen. Dies entspricht ca. 130 und 170 Euro, je nach Wechselkurs.

Finisher erhalten ein persönliches Diplom mit Zeitangaben und eine Medaille.
Da an den Startorten für die Teilstrecken auch Zwischenzeitmessungen für die Gesamtdistanz (oder eine längere Teildistanz) vorgenommen werden, ist es möglich, anhand der Startnummer den Verlauf des Rennens eines Starters währenddessen mitzuverfolgen, wobei neben der Zeitnahme und Uhrzeit der Passierung der Zwischenzeitstationen auch die Durchschnittsgeschwindigkeiten der jeweiligen Teilabschnitte und der schon gefahrenen Strecke sowie auch die voraussichtliche Zielankunft vermerkt und aktualisiert werden.